# Phyllanthus ceratostemon
Phyllanthus ceratostemon är en emblikaväxtart som beskrevs av John Patrick Micklethwait Brenan. Phyllanthus ceratostemon ingår i släktet Phyllanthus och familjen emblikaväxter. Inga underarter finns listade i Catalogue of Life.